# Hacia el Bois de Boulogne
Hacia el Bois de Boulogne o Paseo en el Bois de Boulogne es un óleo sobre lienzo de 228 × 118 cm del pintor italiano Giovanni Boldini. Datado en 1909, se conserva en el Museo Giovanni Boldini de Ferrara.

## Historia
La cubana Rita de Alba de Acosta posó varias veces para Boldini entre 1904 y 1911. El artista la representa aquí durante un paseo por el Bois de Boulogne (bosque de Boulogne) en compañía de su segundo marido, el capitán británico Philip Lydig. Diseñado para ser presentado en el Salón de 1909, este cuadro provocó la ira de la joven Luisa Casati, que había posado al mismo tiempo (La marquesa Luisa Casati con un galgo) para el pintor con vistas a un retrato que debía marcar su debut parisino como la nueva condesa de Castiglione. Coleccionista y mecenas, Madame Lydig se hizo famosa no sólo por su belleza, sino también por su inmenso y suntuoso guardarropa a la última moda, que incluía, además de numerosas creaciones de las hermanas Callot, más de ciento cincuenta pares de zapatos firmados Pierre Yantorny; la "divina" transportaba tal vestuario en cuarenta baúles y maletas Vuitton, llenas de ropa y complementos, que formaban su equipaje cuando se alojaba en el hotel Ritz de París.
El retrato fue exhibido en el Campo de Marte en 1909.

## Análisis
El lienzo, influenciado por el retrato inglés dieciochesco, en particular El paseo matutino de Thomas Gainsborough, capta perfectamente el temperamento de la modelo. Emilia Cardona escribió sobre él: “ Boldini pintó el retrato de esta dama vestida de calle, sin joyas; pero el aire con el que avanza majestuosa, ante su marido, es el de una reina que se dirige hacia su trono y seguida por toda su corte».